# باش‌بولیاک
باش‌بولیاک (انگلیسی: Bashbulyak) یک شهرک در شهرستان بلاگووارسکی باشقیرستان کشور روسیه است.